# Иредентизъм
Иредентизмът (на италиански: irredento – неосвободен, намиращ се под чужда власт) е политическо движение за анексиране на чужди територии към предполагаемо еднонационалната държава. Като оправдание обикновено се използват аргументи за лингвистично, историческо, расово или културно (напр. религиозно) единство между населението в иредентистката държава и населението в целевите територии.
За първи път терминът започва да се употребява по повод движението за присъединяване към Италия на територии, населени с италианци в Австро-Унгария и други съседни държави. Привържениците на иредентизма в Италия стават една от базите за развитие на фашизма.
Иредентизмът въздейства върху целия свят от 19 век насам, като се развива най-успешно в Европа. В миналото той е особено популярен на Балканския полуостров, с идеите за Велика България, Гръцката Мегали идея, Велика Сърбия, Велика Албания и Велика Румъния.
Иредентизмът е сходен с национализма и сепаратизма, като се отличава от последния по източника на претенциите. При сепаратизма дадена група (обикновено малцинство) се стреми към отцепване на даден район от държавата, в която се намира, за да го присъедини географски към съседна държава. За разлика от него при иредентизма желанието за обединение с малцинството и прилежащите му територии произлиза от експанзионистката държава. Понякога обаче иредентизмът и сепаратизмът се обединяват при установени общи интереси и тогава първият е най-успешен.
Главен фактор за успешното изпълнение на иредентистки програми е влиянието на т. нар. политика на идентичността (identity politics).

## Определение
В днешно време терминът означава „политика или действия на лица, партии или държави, които се стремят да присъединят към своята държава дадена област (със или без населението) – в момента част от друга държава“ Според друго определение това е политика на държава, партия или политическо движение, целяща обединение на народа, нацията и етноса в рамките на единна държава. Изразява се в етническа мобилизация, при която се повдига въпросът за присъединяване на територията, на която живеят хора от даден етнос, с основната държава, в която същият етнос е мнозинство.

## История
През 1878 Меноти Гарибалди (син на Джузепе Гарибалди) основава съюза Иредента (на италиански: irredenta – неизкупен, неприсъединен), борещ се за присъединяване на граничните територии от Австро-Унгария с италианско население към Кралство Италия: Триест, Трентино и др. и поставя началото на италианското иредентистко движение.
Често обсъждани съвременни случаи на иредентизъм са споровете между Пакистан и Индия за Джаму и Кашмир и между Израел и Сирия за Голанските възвишения, както и претенциите на Китай към Тайван.

### Руски иредентизъм
Руският иредентизъм се отнася до претенциите на Русия за присъединяване на части от бившата Руска империя или бившия Съветски съюз, намиращи се извън границите на настоящата руска държава.
Анексирането на Крим през 2014 г. се възприема и разглежда от изследователи в областта на политическите науки като доказателство за привързаността на Русия към иредентизма. След събитието в Крим приднестровските власти отправят искане към Русия да анексира Приднестровието.
Според анализатора Владимир Сокор – старши сътрудник на базираната във Вашингтон Фондация „Джеймстаун“ и нейното водещо издание Eurasia Daily Monitor – речта на руския президент Владимир Путин след анексирането на Крим трябва да се разглежда като „манифест на великоруския иредентизъм“. След първоначално наложените международни санкции срещу Русия в началото на 2014 г., на 20 май 2015 г. учредителите на конфедеративния съюз Новорусия обявяват замразяването на политическия проект. На 12 юли 2021 г. официалният уебсайт на канцеларията на президента на Русия публикува написаното от Владимир Путин есе „За историческото единство на руснаци и украинци“, а на 21 февруари 2022 г. руският президент признава независимостта на самопровъзгласилите се Донецка народна република и Луганска народна република, резултат от руски гражданско-военни административни режими в района на Донбас в Украйна, както и техните иредентистки претенции към целия район.
На 24 февруари Русия нахлува в Украйна, което се разглежда като продължение на иредентизма на Русия спрямо Украйна и основание да се говори за сходство между иредентизма на Путин по време на войната в Украйна и иредентизма на Слободан Милошевич по време на войната в Босна.